# Svenska Spetsbergenexpeditionen 1861
Svenska Spetsbergenexpeditionen 1861 var en svensk vetenskaplig expedition till Spetsbergen sommaren 1861.
Otto Torell ledde Svenska Spetsbergenexpeditionen 1858 och organiserade en ny polarexpedition 1861. Även denna gång deltog geologen Adolf Erik Nordenskiöld, nu som ansvarig för forskningsprogrammet.
Expeditionen 1861 fick ekonomiskt stöd av staten, kronprins Oscar och andra enskilda donatorer. Den använde två i Tromsø förhyrda fartyg: skonaren Aeolus och slupen Magdalena, med marinlöjtnanten Bertil Lilliehöök respektive örlogskaptenen Kuylenstierna som befälhavare.
I expeditionen ingick zoologen och läkaren Axel Theodor Goës, fysikern Karl Chydenius, zoologen Anders Johan Malmgren, zoologen och botanisten Fredrik Adam Smitt, kemisten och mineralogen Christian Wilhelm Blomstrand, astronomen Nils Dunér, zoologen och tecknaren Gerhard von Yhlen, assistenten Anders Jakobsson från Fiskebäckskil samt guiden Carl Petersen från Danmark.
Expeditionen lämnade Tromsø den 5 maj 1861 och återvände i slutet av september.
Ett antal frågor kvarstod olösta, delvis till följd av ogynnsamt väder, vilket ledde till att en ny, mindre expedition under Adolf Erik Nordenskiöld med tre vetenskapliga deltagare, organiserades 1864 med huvudinriktning på de sydliga kusterna. 